# Games for Windows — Live
Games for Windows — Live (торгова марка Games for Windows — LIVE) — безкоштовний ігровий онлайн сервіс для Windows, який дозволяє отримати більше можливостей при мережевій грі, так само як і Xbox Live. З його допомогою у користувачів ПК з'явилась можливість з'єднуватися зі всіма пристроями, що підтримують сервіси Xbox Live, у тому числі Windows Mobile і Zune. Користувач при реєстрації отримує унікальний теґ гравця Gamertag, який сумісний з Xbox Live, і дає можливість грати онлайн, слідкувати за статусами друзів, приймати і надсилати повідомлення, колекціонувати досягнення. Крім того, існує крос-платформовий олосовий чат. В деяких іграх, таких, як Shadowrun, гравці на ПК можуть змагатися проти гравців на Xbox 360.
Послуга була відкрита для сторонніх розробників, але вони повинні були відповідати певним Технічним вимогам сертифікації (TCR), які включали (але не обмежувалися): рейтинги ігор, загальну кількість балів Gamerscore, контент, ігрові профілі та можливість підключення до Live. Ігри для Windows — Live також повинні були відповідати стандартним вимогам TCR для ігор для Windows (ігор, які не мають підтримки Live). Також була доступна така ж інфраструктура підтримки розробників, як і для Xbox 360. Допомога розробникам надавалася через Microsoft XNA Developer Connection. Наступником Games for Windows став Microsoft Store для ПК, який дозволяє гравцям на комп'ютері використовувати мережеві функції Xbox і грати в різні ігри Xbox без консолі.